# Radikal 27
Radikal 27 mit der Bedeutung „Abhang“, „Klippe“ ist eines von 23 traditionellen Radikalen der chinesischen Schrift, die mit zwei Strichen geschrieben werden.
Das Zeichen ist dem Zhuyinzeichen ㄏ [h] und dem kyrillischen Г „g“ ähnlich.
Das Zeichen 厂 wird heute in der Volksrepublik China als Kurzzeichen verwendet (Beispiel: 工厂 = Fabrik).
Das Radikal 厂 stellte aber ursprünglich einen Felsüberhang dar, unter dem man sich unterstellen kann.
厂 wurde früher häufig mit 广, nicht zu verwechseln mit dem gleichgeschriebenen 广 (= weit, breit; Radikal 53; Kurzform von 広 bzw. 廣) ausgetauscht.
| Zeichen   | 厂     | 广     | 疒     | Das Radikal 53 wird von Unicode merkwürdigerweise „dotted cliff“ (Klippe mit Punkt) genannt. Inkonsequenterweise heißt aber Radikal 104 „sickness“, und nicht vielleicht Klippe mit 3 Punkten. |
| Radikal   | 27     | 53     | 104    | Das Radikal 53 wird von Unicode merkwürdigerweise „dotted cliff“ (Klippe mit Punkt) genannt. Inkonsequenterweise heißt aber Radikal 104 „sickness“, und nicht vielleicht Klippe mit 3 Punkten. |
| Unicode   | U+5382 | U+5E7F | U+7592 | Das Radikal 53 wird von Unicode merkwürdigerweise „dotted cliff“ (Klippe mit Punkt) genannt. Inkonsequenterweise heißt aber Radikal 104 „sickness“, und nicht vielleicht Klippe mit 3 Punkten. |
| Erklärung | Klippe | Dach   | krank  | Das Radikal 53 wird von Unicode merkwürdigerweise „dotted cliff“ (Klippe mit Punkt) genannt. Inkonsequenterweise heißt aber Radikal 104 „sickness“, und nicht vielleicht Klippe mit 3 Punkten. |

Im Sinne eines geschützten Aufenthaltsortes ist 厂 ein Sinnträger für das Bedeutungsfeld „wohnen“ wie zum Beispiel bei:
| Zeichen   | 厨    | 厦       | 厝   | 厠       | 廠 厂                |
| Erklärung | Küche | Hochhaus | Grab | Toilette | Abhang (Kurzzeichen) |

## Schriftzeichenverbindungen, die vom Radikal 27 regiert werden
| Striche | Zeichen           |
| ------- | ----------------- |
| +0      | 厂                |
| +02     | 厃 厄 厅 历       |
| +03     | 厇 厈 厉          |
| +04     | 厊 压 厌          |
| +05     | 厍 厎 厏 厐 厑    |
| +06     | 厒 厓 厔 厕       |
| +07     | 厖 厗 厘 厙 厚 厛 |
| +08     | 厜 厝 厞 原       |
| +09     | 厠 厡 厢 厣 厩    |
| +10     | 厤 厥 厦 厧 厨    |
| +11     | 厪 厫             |
| +12     | 厬 厭 厮 厯 厰    |
| +13     | 厱 厲             |
| +17     | 厴                |
| +29     | 厵                |

 Im Unicodeblock Kangxi-Radikale ist das Radikal 27 unter der Codepointnummer 12.058 (U+2F1A) codiert.